# 臺灣省政府新聞處
臺灣省政府新聞處（簡稱省新處），原為臺灣省政府的一級機關，存在於1947年至1999年。

## 歷史
1947年8月21日，臺灣省政府新聞室成立，設於台北市中正路（今忠孝東路）行政院新聞局舊大樓。1948年3月7日，奉臺灣省政府命令，臺灣省政府新聞室由臺北市遷至臺中市，租賃臺中市中正路288號民房辦公。1954年4月24日，行政院「臺內字第2471號令」修正《臺灣省政府合署辦公施行細則》，臺灣省政府新聞室升格為臺灣省政府新聞處。
1961年，臺灣省政府新聞處向台灣新生報租借臺中市自由路一段150號土地，新建四層辦公廳。1962年7月四層辦公廳落成，7月29日臺灣省政府新聞處遷入辦公。1981年6月，臺灣省政府新聞處買下四層辦公廳土地，改建十層大樓，改建期間暫借干城營區原臺灣省政府水利局辦公室辦公。1984年4月10日，臺灣省政府新聞處十層大樓啟用。
1999年7月1日，因應臺灣省政府功能業務與組織調整，臺灣省政府新聞處依據《臺灣省政府功能業務與組織調整暫行條例》裁撤。

## 歷任處長
| 任次 | 姓名   | 肖像 | 就職時間       | 卸任時間       | 備註                    |
| ---- | ------ | ---- | -------------- | -------------- | ----------------------- |
| 1    | 林紫貴 |      | 1947年8月21日  | 1949年3月10日  |                         |
| 2    | 吳錫澤 |      | 1949年3月10日  | 1950年3月16日  |                         |
| 3    | 朱虛白 |      | 1950年3月16日  | 1951年10月9日  |                         |
| 4    | 張彼德 |      | 1951年10月9日  | 1954年6月15日  |                         |
| 5    | 吳錫澤 |      | 1954年6月15日  | 1957年9月5日   |                         |
| 6    | 衣復得 |      | 1957年9月5日   | 1958年7月8日   |                         |
| 7    | 王道   |      | 1958年7月8日   | 1961年1月4日   |                         |
| 8    | 吳紹燧 |      | 1961年1月4日   | 1964年6月20日  | 1964年6月神岡空難時死亡 |
| 9    | 周天固 |      | 1964年8月21日  | 1976年7月1日   |                         |
| 10   | 趙守博 |      | 1976年7月1日   | 1979年10月6日  |                         |
| 11   | 鍾振宏 |      | 1979年10月6日  | 1984年9月12日  |                         |
| 12   | 羅森棟 |      | 1984年9月13日  |                |                         |
|      | 李明亮 |      | 1993年1月1日   | 1995年12月11日 |                         |
|      | 黃義交 |      | 1995年12月11日 | 1998年2月      |                         |
| 代理 | 陳永豐 |      |                | 1998年2月13日  |                         |
|      | 陳威仁 |      | 1998年2月13日  | 1998年10月13日 |                         |
| 代理 | 陳永豐 |      | 1998年12月25日 |                |                         |

## 裁撤後人員異動
臺灣省政府新聞處裁撤後，人員移撥行政院新聞局，原址改設行政院新聞局中部辦公室。2001年9月16日，行政院新聞局中部辦公室更名為行政院新聞局地方新聞處，成為行政院新聞局內部單位。
後配合行政院組織調整，行政院新聞局於2012年5月20日裁撤，人員移撥行政院、外交部及文化部；行政院新聞局地方新聞處併入行政院發言人辦公室，改為行政院發言人辦公室地方新聞科。2014年7月2日再隨上級機關改名為行政院新聞傳播處地方新聞科。2015年5月22日搬遷至臺中市南屯區黎明路二段黎明新村與行政院中部聯合服務中心合署辦公，原自由路辦公室移撥給文化部、由國立臺灣美術館負責成立「藝術銀行」。